# مزرعه کتیرایی (کرمانشاه)
مزرعه کتیرایی نام روستایی در دهستان بالادربند شهرستان کرمانشاه در استان کرمانشاه می‌باشد. جمعیت این روستا در سرشماری سال ۱۳۸۵ لحاظ نشد.